# Albert Tjassens
Albert Tjassens (Groningen, 19 oktober 1600 - aldaar, 20 november 1661) was een kluftheer en hopman in de stad Groningen en vervener in de Drentse veengebieden ten noordoosten van Gieten nabij de Hunze.

## Leven en werk
Tjassens werd in 1600 in Groningen geboren als zoon van de rentmeester Hayo Tjassens en Lammegijn van Wieringe. Hij was kluftheer van de buurt rond de A-kerk en tevens hopman van een burgerregiment in Groningen. Tjassens was ook buiten de stad Groningen actief. Hij bezat een spijker (een woonhuis) en landerijen in de omgeving van het Drentse Gieten. In deze plaats was hij ook kerkvoogd. Halverwege de 17e eeuw begon Tjassens met turfwinning in het veengebied nabij Gieterveen. Hij verkreeg van de Drentse autoriteiten een concessie om het gebied te ontginnen. Ook werd hem vrijstelling van het betalen van belasting verleend op turf, maar ook op wijn en brandewijn. Tjassens liet een kanaal graven dwars op de Hunze, die later de Tjassenswijk of de Oude Hopmanswijk werd genoemd. Ook legde hij een brug aan over de Hunze. Hij bezat een herberg en kocht de in de Hunze gebouwde sluis nabij De Hilte. Ook deze sluis kreeg zijn naam en werd het Tjassensverlaat genoemd.
Tjassens raakte diverse malen betrokken in hoogoplopende conflicten. De turfschippers, schuitenschuivers genoemd, beklaagden zich over het te lang dichthouden van de sluis door Tjassens, zodat de rivier niet goed bevaarbaar meer was.  Regelmatig werd de doorvaart van de turfschepen van Tjassens door boze schuitenschuivers belemmerd. Een ander conflict betrof de verhoging van het sluisgeld, dat Tjassens had verhoogd van 4 naar 6 stuivers per doorvaart. Ook met de Groningse vervener Adriaan Geerts Wildervanck raakte Tjassens in conflict, omdat Wildervanck zich niet zou houden aan de afgesproken grens. Wildervanck had een concessie in het Groninger veengebied. De in 1615 getrokken Semslinie vormde de grens tussen beide gebieden. Wildervanck werd er meerdere malen van beschuldigd zich niet aan deze grens te houden.
Tjassens trouwde in 1625 te Amsterdam met Maria van Veen. Na haar overlijden in 1630 hertrouwde hij op 16 oktober 1631 te Groningen met Wobbechien Crans. Uit het eerste huwelijk werd een zoon en uit het tweede huwelijk werden acht kinderen (vier zonen en vier dochters) geboren. Tjassens overleed in november 1661 te Groningen op 61-jarige leeftijd. Zijn zakelijke activiteiten in het Drentse veengebied werden door zijn weduwe voortgezet, die eveneens een concessie verleend kreeg.
De Tjassenswijk, de naam van een weg in Gieterveen, is een herinnering aan de activiteiten van Tjassens in dit gebied.

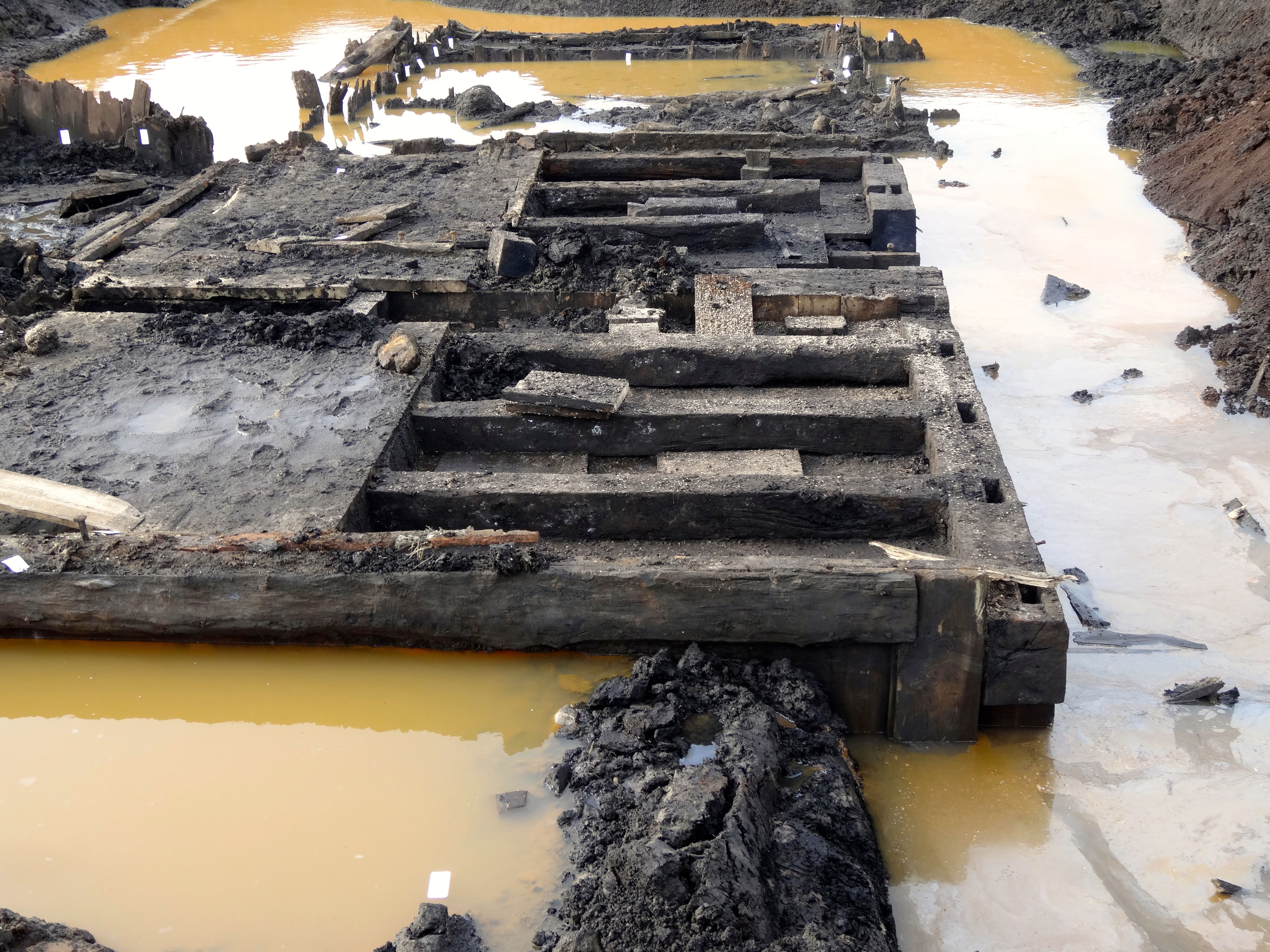
Restanten Tjassensverlaat anno 2014
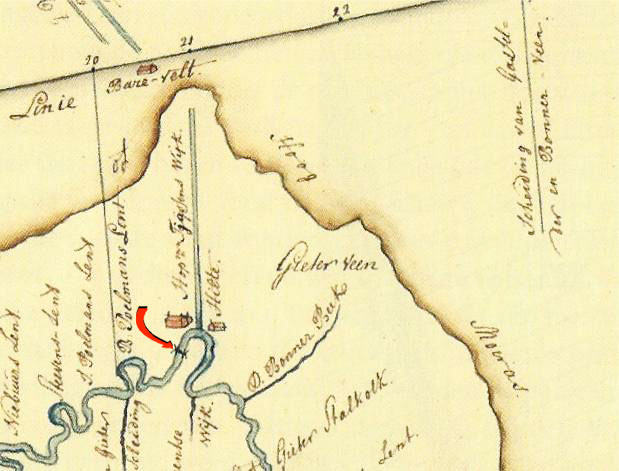
Kaart Hunze met sluis en Hopmans Tjassenswijk (omgeving de Hilte-Gieterveen omstreeks 1760)